# هنري فارنهام بيركنز
هنري فارنهام بيركنز (بالإنجليزية: Henry Farnham Perkins)‏ هو عالم حيوانات وأحيائي أمريكي، ولد في 1877، وتوفي في 1956.